# Following (häst)
Following, född 28 maj 2019 på Tillinge-Åby i Enköping i Uppsala län, är en svensk varmblodig travhäst. Han tränas sedan 2022 av sin ägare och uppfödare Stefan Melander och körs av Björn Goop. Han är Nuncios hittills vinstrikaste avkomma.
Following började tävla i oktober 2021. Han har till augusti 2023 sprungit in 2 939 702 kronor på 23 starter varav 8 segrar, 4 andraplatser och 2 tredjeplatser. Han har tagit karriärens hittills största seger i Korta E3 (2022). Han kom även på andraplats i Breeders' Crown (2022).

## Karriär
Following är en brun hingst efter Nuncio och undan Tweet Hanover (efter Cantab Hall). Han föddes upp av sin ägare och tränare Stefan Melander. Following inledde karriären i Nordamerika där han tränades av Marcus Melander. Han debuterade i lopp den 7 oktober 2021 och tog sin första seger redan i debuten. Han tog totalt tre segrar på fem starter i Nordamerika innan han våren 2022 flyttades hem till Sverige för att återigen tränas av Stefan Melander.
Following debuterade på svensk mark den 28 juni 2022 då han segrade i ett treåringslopp på sin nya hemmabana Solvalla med sin nya kusk Björn Goop. I den femte starten i Sverige segrade han i Korta E3 den 20 augusti 2022 på Örebrotravet. Senare under året kom han även på andraplats i Breeders' Crown. Det blev totalt fyra segrar på tio starter under säsongen 2022.
Den 21 juni 2023 kom han på tredjeplats i Prix Readly Express.